# Papillomaviridae
Ordre
Famille
Genres de rang inférieur
- Firstpapillomavirinae
  - Alphapapillomavirus
  - Betapapillomavirus
  - Chipapillomavirus
  - Deltapapillomavirus
  - Dyochipapillomavirus
  - Dyodeltapapillomavirus
  - Dyoepsilonpapillomavirus
  - Dyoetapapillomavirus
  - Dyoiotapapillomavirus
  - Dyokappapapillomavirus
  - Dyolambdapapillomavirus
  - Dyomupapillomavirus
  - Dyonupapillomavirus
  - Dyoomegapapillomavirus
  - Dyoomikronpapillomavirus
  - Dyophipapillomavirus
  - Dyopipapillomavirus
  - Dyopsipapillomavirus
  - Dyorhopapillomavirus
  - Dyosigmapapillomavirus
  - Dyotaupapillomavirus
  - Dyothetapapillomavirus
  - Dyoupsilonpapillomavirus
  - Dyoxipapillomavirus
  - Dyozetapapillomavirus
  - Epsilonpapillomavirus
  - Etapapillomavirus
  - Gammapapillomavirus
  - Iotapapillomavirus
  - Kappapapillomavirus
  - Lambdapapillomavirus
  - Mupapillomavirus
  - Nupapillomavirus
  - Omegapapillomavirus
  - Omikronpapillomavirus
  - Phipapillomavirus
  - Pipapillomavirus
  - Psipapillomavirus
  - Rhopapillomavirus
  - Sigmapapillomavirus
  - Taupapillomavirus
  - Thetapapillomavirus
  - Treisdeltapapillomavirus
  - Treisepsilonpapillomavirus
  - Treisetapapillomavirus
  - Treisiotapapillomavirus
  - Treiskappapapillomavirus
  - Treisthetapapillomavirus
  - Treiszetapapillomavirus
  - Upsilonpapillomavirus
  - Xipapillomavirus
  - Zetapapillomavirus
- Secondpapillomavirinae
  - Alefpapillomavirus

La famille des Papillomaviridae, dont les membres sont couramment appelés papillomavirus, est un groupe de petits virus à ADN. Ils sont très répandus dans la nature. C’est la seule famille de l’ordre des Zurhausenvirales.
Ils infectent de nombreux mammifères (humains, bovidés, canidés) et ont un tropisme particulier pour les kératinocytes des épithéliums malpighiens qu'ils soient kératinisés ou non. Ils peuvent également affecter d'autres groupes comme les oiseaux, les serpents et les tortues.

## Chez les mammifères
On distingue parmi les papillomavirus humains : 
- ceux qui affectent la peau (verrues) ;
- ceux qui affectent les muqueuses sexuelles.

Ils se répartissent dans plusieurs genres (non spécifiquement humains). 

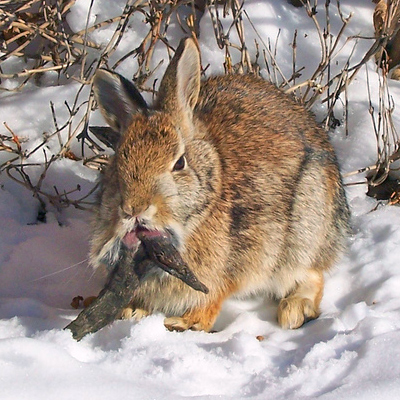
Lapin présentant des sortes de cornes noirâtres, sous l'oreille et sous le museau, faites d'excroissances tumorales induites par un papillomavirus

Les lapins atteints d'un papillomavirus CRPV (cottontail rabbit papillomavirus) peuvent développer des tumeurs noirâtres et allongées (sur le corps, parfois sur la tête). 
Cet aspect étrange pourrait être l'une des origines de la légende de l'existence d'un animal mi-lièvre, mi-antilope : le jackalope.

## Étymologie et histoire de la découverte
Du latin -papillo (« mamelon ») et oma (« tumeur »), les papillomavirus sont des virus à ADN non enveloppés qui induisent des lésions exophytiques de la peau et des muqueuses. Le premier papillomavirus animal a été décrit en 1933 par Richard Shope, qui a étudié les papillomes chez les lapins de garenne sauvages « verruqueux ». En 1975, Harald zur Hausen a publié l'hypothèse que le virus du papillome humain a joué un rôle dans l'étiologie du cancer du col utérin, un travail pour lequel il a reçu le prix Nobel de physiologie ou médecine en 2008.